# Святилівська волость
Святилівська волость — адміністративно-територіальна одиниця Кременчуцького повіту Полтавської губернії з центром у селі Святилівка.
Старшинами волості були:
- 1900—1904 роках Степан Якович Гвижа[1],[2];
- 1913 року Іван Якович Скрипніченко[3];
- 1915 року Олександр Федорович Скрипніченко[4].